# Liste der Bodendenkmale in Havelberg
In der Liste der Bodendenkmale in Havelberg sind alle Bodendenkmale der Stadt Havelberg und ihrer Ortsteile aufgelistet. Grundlage ist die Veröffentlichung der Landesdenkmalliste mit Stand vom 25. Februar 2016. Die Baudenkmale sind in der Liste der Kulturdenkmale in Havelberg aufgeführt.
| Denkmal-ID | Fundart             | Ortsteil   | Bezeichnung                                                    | Zeitstellung                   | Lage                                                                              | Bemerkungen | Bild |
| ---------- | ------------------- | ---------- | -------------------------------------------------------------- | ------------------------------ | --------------------------------------------------------------------------------- | --- | ---- |
| 428310315  | Befestigung > Burg  | Garz       | evtl. überbaute, ehem. Burganlage? – kein OBD                  | Mittelalter                    | im Ort, an einer Flussschleife der Havel ()                                       | Evtl. frühere Burg auf einer großen ovalen Talsandinsel. Der Name Garz (slaw. Gard = Burg) deutet darauf hin. |      |
| 428310317  |                     | Garz       | Mühlenhühgel / evtl. Grabhügel? – kein OBD                     | undatiert                      | nordwestl. des Ortes (Garzer Mühle), nahe am Fdpl. 4 ()                           | Auf einer natürlichen Anhöhe. Hügel hat einen Durchmesser von 30–40 m, ca. 1,5–2,0 m hoch. Auf der Anhöhe im Umfeld Fdpl. 4, eine wohl mehrphasige Siedlung. |      |
| 428310316  | Befestigung > Burg  | Garz       | wohl ehem. Wasserburg?, eingeebnet – kein OBD                  | Mittelalter                    | ca. 500–600 m nördl. der Kirche (Burch auf dem Doop/Dorp) ()                      | Flache, viell. künstliche Anhöhe, ehemals etwa viereckige Anlage mit Wassergraben, die eingeebnet wurde. Altfunde: deutsche Keramik des 12.–14. Jh. |      |
| 428310321  | Befestigung > Wall  | Havelberg  | Befestigung (Ringwall), wohl abgetragen – kein OBD             | Mittelalter                    | nordöstl. der Altstadt, nahe Wöplitz am Abhang eines flachen Hügels ()            | 1934 noch relativ deutlich eine flache ringförmige Umwallung vorhanden, nach Nordosten offen. 1938 noch erkennbar, aber weiter abgepflügt. Ringwall obertägig nicht mehr zu erkennen. |      |
| 428310040  | Befestigung > Burg  | Havelberg  | Domburg                                                        | Mittelalter                    | Höhenlage über der Havel, Stadtnordseite ()                                       | |      |
| 428310323  |                     | Havelberg  | (Kirch-)Hügel – kein OBD                                       | undatiert                      | in der nördl. Vorstadt, vor dem Steintor, unter der St.-Annen-Kapelle (Lage)      | Kapelle auf einem deutlich erkennbaren Hügel, 1,0 m–1,5 m hoch. Vielleicht ein älteres OBD. Allfund: umgelagerte menschl. Knochen (wohl Friedhof). |      |
| 428310038  | Befestigung > Wall  | Havelberg  | Großer Burgwall                                                | Mittelalter                    | Talsandinsel, östl. (Lage)                                                        | Störungen wohl nicht aus der jüngsten Zeit. Auf einer Karte um 1930 ein bis dahin intakter Hügel eingetragen. Vorgeschichtliche Funde, evtl. mehrphasige Anlage. |      |
| 428310039  | Befestigung > Burg  | Havelberg  | Kleine Burg                                                    | undatiert                      | an der Havel, östl. (Lage)                                                        | Ausgrabungen in den 30er Jahren durch W. Bohm. Wallreste z. T. gut erkennbar. Durch starke Vernässung konnten nur Teilbereiche der Anlage betreten werden. Im Bereich der Vorburg mehrere Entwässerungsgräben, wohl erst in den letzten Jahren angelegt.                                                                      |      |
| 428310320  | Befestigung         | Havelberg  | Befestigung, seit 1. März 1960 unter Schutz                    | undatiert                      | ca. 950 m südöstl. des Ortes im Wiesengelände (Viereckschanze), Dammgarten (Lage) | Kleine rechteckige Wallanlage mit vorgelegtem Graben. Stand 1959: Wall auf der Nordwestseite noch am höchsten. Vorhandene eckige Wallreste noch bis zu ca. 50 cm hoch und bis zu 4 m breit. |      |
| 428310322  | besonderer Stein    | Havelberg  | Steinkreuz (Nachbildung)                                       | Neuzeit (ab ~1500)             | in der nördlichen Vorstadt, vor dem Steintor, nahe der St.-Annen-Kapelle (Lage)   | 1932 von Steinmetz Krege angefertigt und dort aufgestellt. |      |
| 428310326  | besonderer Stein    | Havelberg  | preußischer Meilenstein                                        | Neuzeit (ab ~1500)             | nördl. im Ort (Wilsnacker Straße/Pritzalker Straße) ()                            | Wohl Buntsandstein, sichtbare Höhe: ca. 2,23 m, ca. 1,15 m ab Boden: kleiner Absatz/Vorsprung/Kante. Querschnitt quadratisch, ca. 40 × 40 cm. Inschriften gut leserlich. Restauriert? |      |
| 428310318  |                     | Jederitz   | Siedlung – kein OBD                                            | Neolithikum                    | ca. 300 m östl. des Ortes (Horstberg) ()                                          | Langschmaler Hügel, ca. 70 m × 15 m. Evtl. größer! Deutlich erkennbare langschmale Anhöhe im Gelände. Graben- u. Wallreste nicht zu sehen. Der Name Horstberg könnte auf eine Befestigung hinweisen. |      |
| 428310319  | Wüstung             | Kuhlhausen | Siedlung / Wüstung, evtl. überprägte Burgstelle ? – kein OBD   | Neolithikum                    | Anhöhe südwestl. des Ortes (Kiebitzberg), Nähe: Fdpl.: 3 (Neol.) ()               | Kiebitzberg / Kiebitzhorst manchmal Name für ehemal. Burghügel. Neuer Fundpl. (MA)! Stark überbaut, jedoch noch als Anhöhe im Gelände erkennbar. |      |
| 428310300  |                     | Kümmernitz | evtl. 3 Grabhügel – kein OBD, Dünen                            | undatiert                      | nordöstl. des Gutes Todtenkopf, im Wald ()                                        | Nach Karte 3 Dünen in einer Reihe mit etwa gleichen Abständen. Grabhügel 1 rund bis oval, Durchmesser ca. 30 m, Höhe ca. 1,5–2,0 m, mit Jägeransitz nahe einer Quelle; Grabhügel 2 rund bis oval, Durchmesser ca. 30 m, Höhe ca. 1,5–2,0 m, getrichtert; Grabhügel 3 rund bis oval, Durchmesser ca. 30 m, Höhe ca. 1,5–2,0 m. |      |
| 428310301  |                     | Kümmernitz | Mühlenstandort? – kein OBD                                     | Neuzeit (ab ~1500)             | westlich des Ortes im Wald (Mühlenberg) ()                                        | Lager, zum Teil wallähnlicher Höhenzug, bis zu 5 m hoch. In einem Bereich befindet sich eine Senke. Direkt neben einem Waldweg. |      |
| 428310299  | Befestigung         | Kümmernitz | ehem. Gut, überbaute Burganlage ? – kein OBD ()                | Mittelalter                    |                                                                                   | Altfund: (nahe dem Forsthaus) Bronzeaxt/Tüllenhammer. Die jetzige Bebauung stammt aus dem 19. bzw. 20. Jh. |      |
| 428310302  | Befestigung         | Vehlgast   | Siedlung/Befestigung?/Burganlage? – kein OBD                   | Mittelalter                    | nordöstl. des Ortes (Gänseberg/Gänseburg) ()                                      | Ca. ein Viertel des Hügels abgetragen. Altfunde: Keramik: früh–spätslawisch. Ca. 1 km südwestl. befindet sich der Wendisch Kirchhof. Leichte Erhöhung im Wiesengelände (wohl Randbereich). |      |
| 428310313  | Grabmal > Grabhügel | Warnau     | Ehemaliger Mühlenstandort / Grabhügel? / Burghügel? – kein OBD | undatiert                      | östl. des Ortes, an einer Schleife der Drinowhavel (Mühlberg/Mühlenberg) ()       | Runder bis ovaler Hügel mit einer Höhe von ca. 2.0 bis 2,5 m. Oberhalb 3 kleinere Findlinge des Mühlenfundaments. Sitzbank vorhanden. Am Hügelfuß befindet sich ein Feld. |      |
| 428310314  |                     | Warnau     | Kirchhügel – kein OBD                                          | undatiert                      | im Ort unter der Kirche (Lage)                                                    | Ovaler Hügel, ca. 60 m × 30 m und ca. 1,0 m bis 1,5 m hoch. Evtl. älterer ehemaliger Burghügel? |      |
| 428310312  | Befestigung         | Warnau     | Befestigte (?) Siedlung – kein OBD                             | Völkerwanderungszeit (375–568) | nordwestl. des Ortes ()                                                           | erhöhtes Gelände (Kreuzstücke), zur ehem. Havelniederung abfallend, ein Weg dicht westl. des Fundplatzes. |      |